# Бадді-муві
Ба́дді-му́ві (англ. buddy movie, вільний переклад — приятельський фільм) — піджанр художнього фільму, у якому діють двоє головних героїв, пов'язаних дружбою.
Як відмічає Айра Кенігсберг, автор тлумачного словника, присвяченого кінематографу, «ці фільми звеличують силу і благородство чоловічого братерства й одночасно з цим принижують значення дружніх стосунків між жінками. У масовій культурі темі чоловічої товариськості завжди приділялася велика увага, починаючи з романів Джеймса Фенімора Купера і закінчуючи рекламними роликами пива».
На думку Філіппи Гейтс, оглядачки Journal of Popular Film and Television, приятельське кіно зародилося у 1970-ті роки як відповідь на феміністичний рух. «Щоб покарати жінок за їх прагнення до рівноправ'я, приятельський фільм позбавляє їх центральної ролі у своїй оповіді, замінюючи традиційні романтичні стосунки між чоловіком і жінкою дружніми стосунками між двома чоловіками. Обидва протагоністи є чоловіками, і увесь задум сюжету базується на зростанні й розвитку їх дружби. Жінка ж як об'єкт любовного інтересу повністю зникає зі структури оповідання».
Втім, багато класичних фільмів про друзів-приятелів було знято ще до 1970-х — «Ріо Браво», «Буч Кессіді і Санденс Кід», «Два бійці», «Служили два товариші» і так далі. У 1950-ті й 1960-ті були дуже популярні цикли кінокомедій з приятельськими тандемами Мартін-Льюїс, Леммон-Меттау в головній ролі. Починаючи з 1970-х в основі сюжету приятельських фільмів часто лежить історія двох поліцейських-напарників, які постійно наражаються на смертельну небезпеку і постійно виручають один одного зі скрутних ситуацій (серіал «Старскі і Гатч», 1975-79). Класичний приклад фільму про жіночу дружбу — «Тельма і Луїза».